# Necyla sacra
Necyla sacra is een insect uit de familie van de Mantispidae, die tot de orde netvleugeligen (Neuroptera) behoort. 
Necyla sacra is voor het eerst wetenschappelijk beschreven door Navás in 1914.